# 阿兹米仄胡先
阿兹米·仄胡先，马来西亚政治人物，国阵巫统籍，曾经于2013年至2018年担任吉打州议会副议长、2008年至2018年担任吉打州立法议会峇尤州议员。

## 政治生涯
2013年6月23日，峇尤州议员阿兹米仄胡先担任吉打州议会副议长。2018年马来西亚大选，峇尤州议员阿兹米仄胡先被撤换。

## 个人荣誉

### 封衔
- 吉打
  -  吉打皇家效忠拿督勋章（DSDK）—拿督（2014年）[7]